# Zbigniew Olech
Zbigniew Olech (ur. 22 czerwca 1940 we Lwowie, zm. 26 kwietnia 2008 we Wrocławiu) – polski bokser.

## Kariera
Brat bliźniak dwukrotnego wicemistrza olimpijskiego Artura, z którym rywalizował w wagach muszej i koguciej.
Był trzykrotnie mistrzem Polski w wadze muszej (w 1959, 1961 i 1964). Dwukrotnie wygrał Spartakiadę Gwardyjską (w 1962 i 1964). Uczestniczył w Mistrzostwach Europy w Belgradzie 1961 w wadze muszej, gdzie doszedł do ćwierćfinału.
Stoczył w ringu 303 walki, doznając 13 porażek.
Reprezentował przez większość kariery Gwardię Wrocław, pozostawał na etacie milicyjnym, później w policji, gdzie jako oficer znalazł po zakończeniu kariery sportowej zatrudnienie.
Pochowany został 30 kwietnia 2008 roku na Cmentarzu Osobowickim we Wrocławiu.